# Amorgos
Amorgos (druhý pád Amorgu, řecky Αμοργός) je ostrov v Egejském moři, který je nejvýchodnější v souostroví Kyklady v Řecku. Tvoří zároveň stejnojmennou obec o rozloze 126,3 km². Nejvyšším bodem je Krikellos s nadmořskou výškou 821 m.

## Obyvatelstvo
V roce 2011 žilo na ostrově 1973 obyvatel. Celý ostrov tvoří jednu obec a také jednu obecní jednotku, která se skládá z komunit a ty z jednotlivých sídel, tj. měst a vesnic. V závorkách je uveden počet obyvatel komunit a jednotlivých sídel.
- Obec, obecní jednotka Amorgos (1973)
  - komunita Aigiali (514) – Aigiali (261), Agios Pavlos (11), Ormos Aigialis (147), Potamos (95) a neobydlené ostrůvky Liadi a Plaka Liadis
  - komunita Amorgos (409) – Chora (397), Kastelopetra (12) a neobydlené ostrůvky Grambonisi, Nikouria, Viokastro Megalo a Viokastro Mikro
  - komunita Arkesini (179) – Arkesini (106), Kalotaritissa (20), Kalofana (40), Mavri Myti (3), Rachoula (10) a neobydlené ostrůvky Anidros, Felouka, Gramvousa, Kisiri, Patelidi a Psalida
  - komunita Katapola (595) – Katapola (134), Lefkes (58), Nera (6), Christoulaki (19), Pera Rachidi (48), Rachidi (172), Xylokeratidion (156) a ostrůvky Ano Andikeri (0), Kato Andikeri (2)
  - komunita Vroutsis (87) – Kamari (46), Vroutsis (41)
  - komunita Tholaria (189) – Paralia Tholarion (51), Tholaria (138)

## Klášter Chosoviótissa

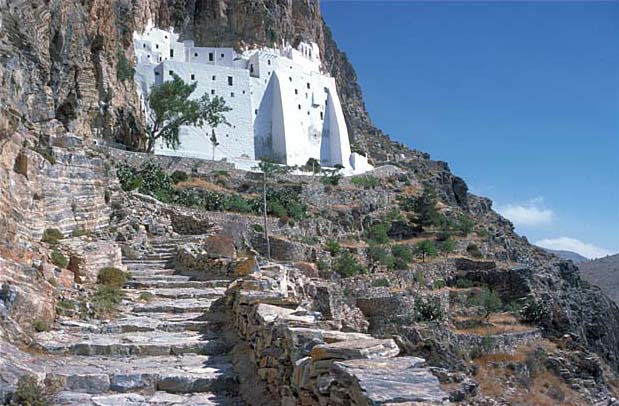
Klášter Panagía Chosoviótissa (Παναγία Χοζοβιώτισσα)

Největší památka Amorgu, klášter Chosoviótissa, se nachází 2 km za vesnicí Chora na skalním útesu ve výšce 300 metrů nad mořem. Z kláštera se návštěvníkům nabízí výhled na temně modrou hladinu moře, kterou proslavil film Magická hlubina v režii Lucca Besona. Klášter Hozoviotissa je možné navštívit denně od 8:00 do 13:00 a od 17:00 do 19:00 hodin.